# Коржевка (Пензенская область)
Коржевка — село в Никольском районе Пензенской области России. Входит в состав Ахматовского сельсовета.

## География
Село находится в северо-восточной части Пензенской области, в подзоне северной лесостепи, в пределах западного склона Приволжской возвышенности, на левом берегу реки Старый Калдаис, на расстоянии примерно 9 километров (по прямой) к северо-востоку от города Никольска, административного центра района. Абсолютная высота — 184 метра над уровнем моря.

### Климат
Климат характеризуется как умеренно континентальный, с холодной зимой и умеренно жарким летом. Средняя температура воздуха самого холодного месяца (января) составляет −13,3 °C (абсолютный минимум — −34 °C); самого тёплого месяца (июля) — 19,2 °C (абсолютный максимум — 39 °С). Безморозный период длится 126 дней. Годовое количество атмосферных осадков — 527 мм, из которых большая часть выпадает в период с апреля по октябрь. Устойчивый снежный покров образуется в конце ноября и держится в среднем 149 дней.

## Название
Первоначально название села звучало как «Кожерки» и в основе его лежали мордовские слова «кужо», что в переводе означает поляна и «эрьке» - озеро, их сочетание звучит, как «лесная поляна возле озера».
По версии Никольского учителя Бурашникова, первоначально село называлось по-эрзянски, как Корожэрке от эрзянских слов «куро», «куракш» (куст, кустарник) и «эрьке» (озеро), что означает озеро, заросшее кустарником, или «корож» - вокруг, т.е. вокруг озера.
Местные же старожилы считают, что своё название село получило от имени первого жителя по имени Корж.

## История
Село появилось на рубеже XVI-XVII вв. Считается, что первыми её поселенцами были выходцы из деревни Старая Кожерка на Кожерском озере Верхнесурского стана (ныне село Коржевка (Ульяновская область)), о которой известно с 1624 года. 

## Население
| 1709  | 1748  | 1782  | 1864  | 1877  | 1897  | 1911  |
| ----- | ----- | ----- | ----- | ----- | ----- | ----- |
| 289   | ↘288  | ↗897  | ↗1457 | ↗1596 | ↗1822 | ↗2087 |
| 1926  | 1930  | 1939  | 1959  | 1979  | 1989  | 1996  |
| ↘2062 | ↗2108 | ↘1600 | ↘1064 | ↘313  | ↘118  | ↘48   |
| 2002  | 2010  |       |       |       |       |       |
| ↘15   | ↘5    |       |       |       |       |       |

### Национальный состав
Согласно результатам переписи 2002 года, в национальной структуре населения русские составляли 100 % из 15 чел.

## Известные уроженцы
- Каргин Виктор Егорович — советский и российский конструктор в области ракетостроения, Герой Социалистического Труда, лауреат Ленинской премии.
- Павел Елисеевич Поташов — родина героя Первой мировой, кавалер четырёх Георгиевских крестов[10][11]